# Mejorada del Campo
Mejorada del Campo er en by og kommune i det centrale Spanien i Madrid-regionen. Den har et indbyggertal på 24.659 (2024) indbyggere.